# Staavia zeyheri
Staavia zeyheri är en tvåhjärtbladig växtart som beskrevs av Otto Wilhelm Sonder. Staavia zeyheri ingår i släktet Staavia och familjen Bruniaceae. Inga underarter finns listade.